# Bòsnia i Hercegovina al Festival de la Cançó d'Eurovisió 2012
| Edició                   | 2012                          |
| Televisio(ns) implicades | BHRT                          |
| Nom de la preselecció    | Per determinar                |
| Dates                    | Per determinar                |
| Format                   | Elecció interna de l'artista. |
| Presentadors             | Per determinar                |
| Nombre de participants   | 1                             |

La televisió pública bòsnia, BHRT, va anunciar el 15 de desembre de 2011 l'artista que havia escollit internament per representar el país balcànic a l'edició de 2012. La BHRT va anunciar el 15 de desembre de 2011 l'artista que havia escollit internament. La mateixa cantant compondrà per ella mateixa la cançó que interpretarà al Festival.
Maya Sar representarà Bòsnia i Hercegovina al Festival de 2012.